# Flugschau

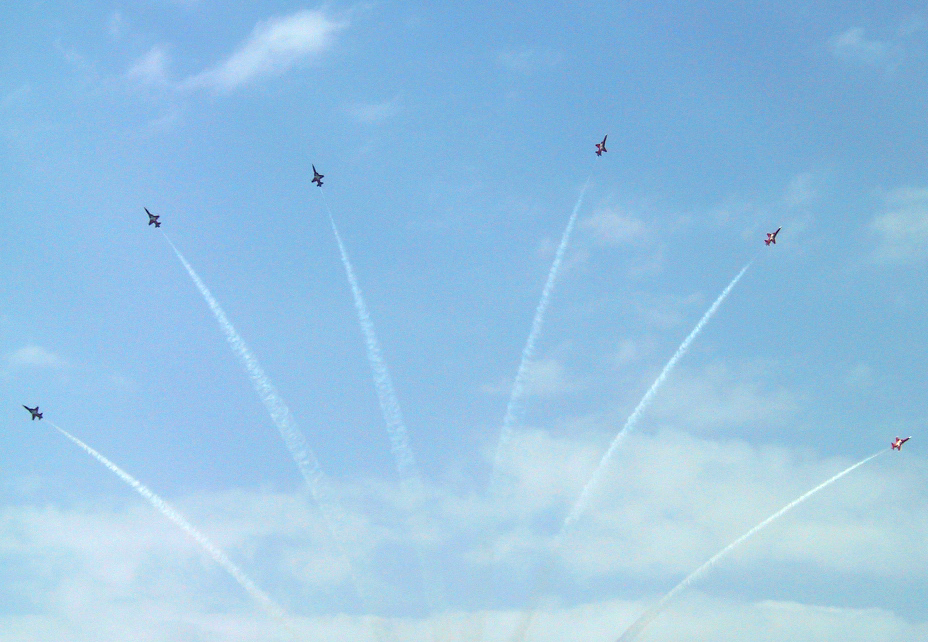
Patrouille Suisse Finale

Eine Flugschau ist eine Freiluftveranstaltung, bei der Piloten ihre Fluggeräte im Flug vorführen. Sie zeigen dabei häufig spektakuläre Flugmanöver und Flugzustände, zum Beispiel Kunstflug. Diese zeigen sie alleine oder im Formationsflug (→ Kunstflugstaffel). Damit demonstrieren sie ihre fliegerischen Fähigkeiten und die ihrer Fluggeräte. Schnell aufeinanderfolgende Flugmanöver sollen das Publikum unterhalten und beeindrucken. Viele von Militärpiloten gezeigte Flugmanöver sind gängige Militärflugzeug-Flugmanöver. Sie werden von den Piloten unter anderem als Vorbereitung auf Luftkämpfe regelmäßig trainiert.
Es gibt große und kleine Flugschauen, meist im Rahmen einer anderen Veranstaltung (z. B. Tag der offenen Tür an einem Flughafen/Flugplatz oder während einer Luftfahrtmesse oder Luftfahrtschau). Viele Flugtage/Flugschauen werden von Luftfahrtvereinen organisiert und durchgeführt. Hier werden vorwiegend Fluggeräte gezeigt, die in diesen Vereinen geflogen werden (z. B. Segelflugzeuge, Ultraleichtflugzeuge, Hängegleiter, Gleitschirme und Kunstflugmaschinen).

## Geschichte

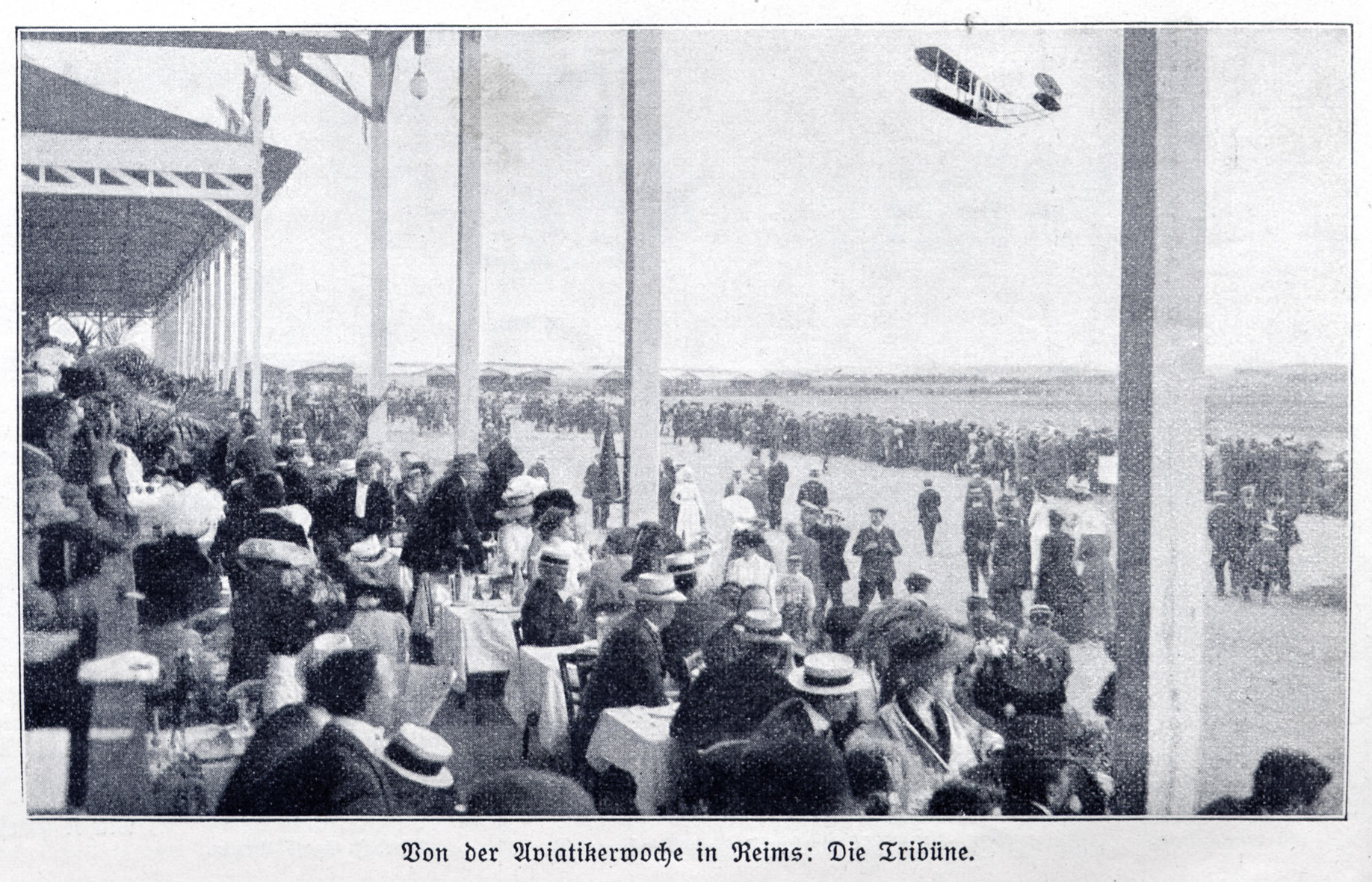
Die Flugwoche Reims (Grande Semaine d’Aviation de la Champagne) im August 1909, einen Monat nach Blériots Ärmelkanalüberquerung

Die erste öffentliche internationale Flugschau, an der viele verschiedene Flugzeugtypen vorgestellt und geflogen wurden, war die Grande Semaine d’Aviation de la Champagne, die vom 22. bis 29. August 1909 in Reims veranstaltet wurde. Bei dieser Veranstaltung wurde eine Reihe von Wettbewerben ausgeflogen. Der erstmals ausgetragene Gordon-Bennett-Cup für Flugzeuge wurde von Curtiss mit seinem Curtiss Golden Flyer für den schnellsten Flug über 20 km in 15:50,4 min gewonnen (76,749 km/h). Den Rundenrekord für den 10-Kilometer-Veranstaltungsrundkurs flog mit 74,32 km/h Louis Blériot mit seiner Blériot XI. Henri Farman gewann mit seiner Farman III den mit 50.000 Francs dotierten Langstreckenpreis mit geflogenen 180 km. Den Höhenpreis mit 155 m Flughöhe gewann Hubert Latham mit einer Antoinette VII.
An der Flugschau im September 1909 in der Stadt Brescia nahm Franz Kafka mit zwei Freunden während einer Italienreise teil. Der von ihm im September 1909 in der Zeitung Bohemia erschienene Artikel Die Aeroplane in Brescia ist eine der ersten Beschreibungen von Flugzeugen in der deutschsprachigen Literatur.
Am 18. Juni 1911 starteten in Vincennes bei Paris vor mehr als 400 000 Zuschauern 40 Flugzeuge zu einem sogenannten „Europäischen Rundflug“. Dieser hatte zwölf Stationen: Lüttich, Spa, Venlo (Fliegerhorst Venlo-Herongen), Soesterberg, Gilze Rijen, Brüssel, Roubaix, Calais, Dover, London Dover, Calais, Amiens zurück nach Paris. 580.000 französische Franc waren als Preisgeld ausgesetzt. Das Geld brachten im Wesentlichen die Etappenzielorte auf; diese verkauften Eintrittskarten für die Flugplätze.
Es gab u. a. auch einen Europarundflug 1929, Europarundflug 1930 (ausgerichtet in Deutschland, Start und Ende in Berlin-Tempelhof), Europarundflug 1932 und einen Europarundflug 1934.

## Allgemeines

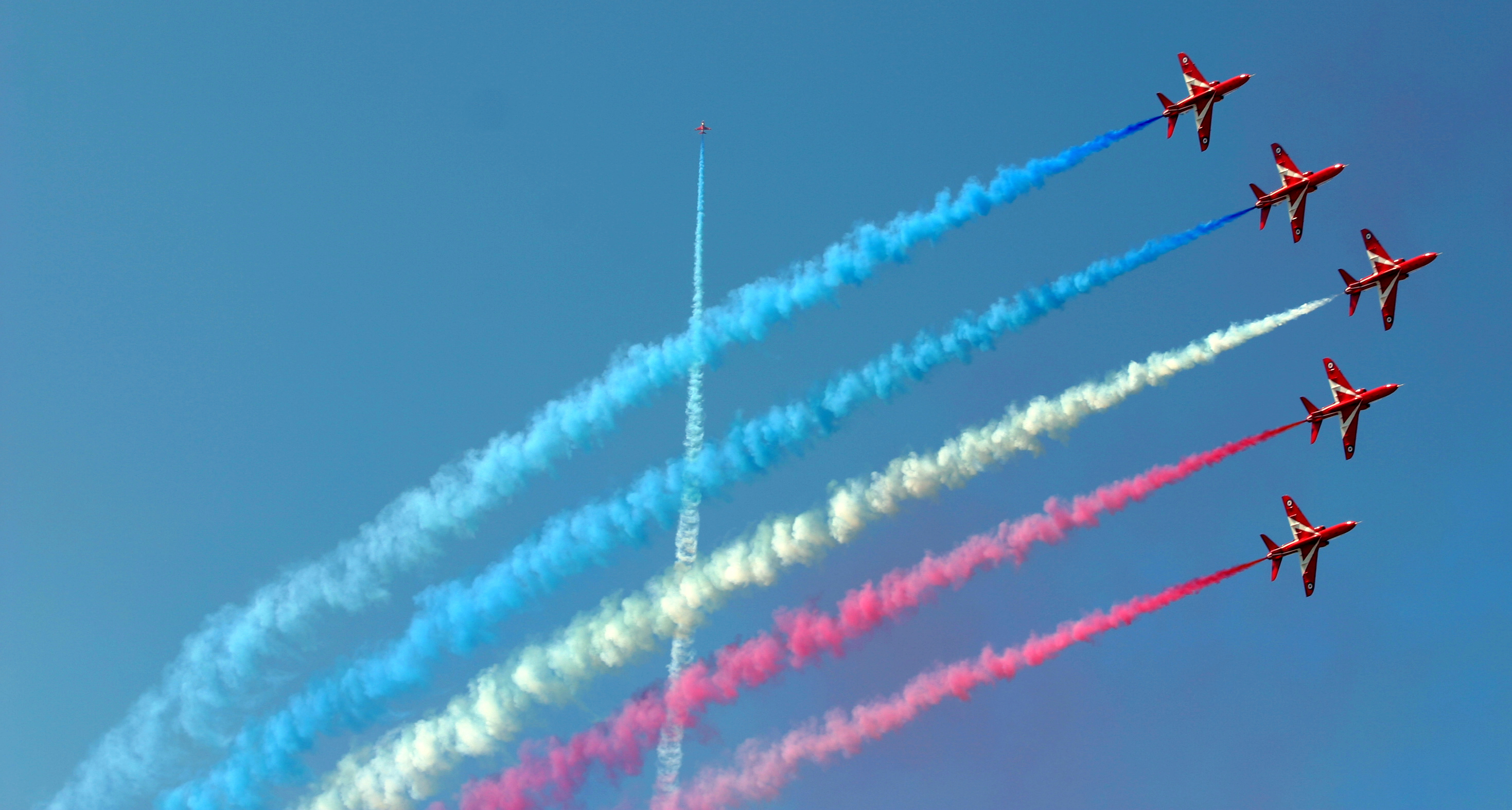
Red Arrows – Enid mit Solist

Als Wiege des Kunstflugs gilt England. Dort wurde der Flugsport in den 1920er-Jahren allein sowie in Teams perfektioniert. Auch wurden in dieser Zeit die ersten öffentlichen Veranstaltungen auf Flugplätzen abgehalten, die damals schon Tausende von Besuchern anzogen. Diese Veranstaltungs-Form ist bis heute weltweit ähnlich geblieben: Auf einem Flugplatz mit hinreichend langer Start- und Landebahn wird für die Veranstaltung ein Zuschauerbereich abgegrenzt; dort gibt es Toiletten, Imbissstände und Souvenirstände. Der Zuschauerbereich hat einen gewissen Abstand zur Rollbahn. Die Flugzeuge müssen während ihrer Vorführung einen festgelegten Sicherheitsabstand zum Publikumsbereich einhalten (siehe Sicherheit). Über Lautsprecher im Zuschauerbereich wird der Flugtag von einem Moderator („Platzsprecher“) laufend kommentiert. Einige Kunstflugstaffeln haben einen eigenen Moderator. Oft werden Programmhefte an das Publikum verkauft.
Eine Flugschau wird zudem fachmännisch in ein Static Display und ein Flying Display unterteilt. Das heißt, dass während der Veranstaltung zum einen stehende Fluggeräte am Boden zu besichtigen sind (Static Display) und zum anderen in der Luft vorgeführt werden (Flying Display). Als Höhepunkt eines Flugtags gelten Kunstflugvorführungen.

Static Display beim Flugtag am Flughafen Bremen 2009

Für die Sicherheit der Besucher sorgen zusätzlich Sanitäter, die Flughafenfeuerwehr und Sicherheitspersonal, meist unterstützt von der regionalen Polizei. Auf Militärflugplätzen sichern Soldaten das Flugfeld sowie die Gebäude.
Einen Flugplatz als Veranstaltungsort für eine Flugschau zu nehmen ist nicht zwingend erforderlich. Auch Küstengebiete am Meer oder große Seen sind beliebte Austragungsorte, wie beispielsweise in Lugano (CH) oder in Bari (I). Als Orientierungspunkt über Wasser dienen den Piloten befestigte Bojen. Flugshows über dicht besiedeltem Gebiet sind aus Sicherheitsgründen untersagt.

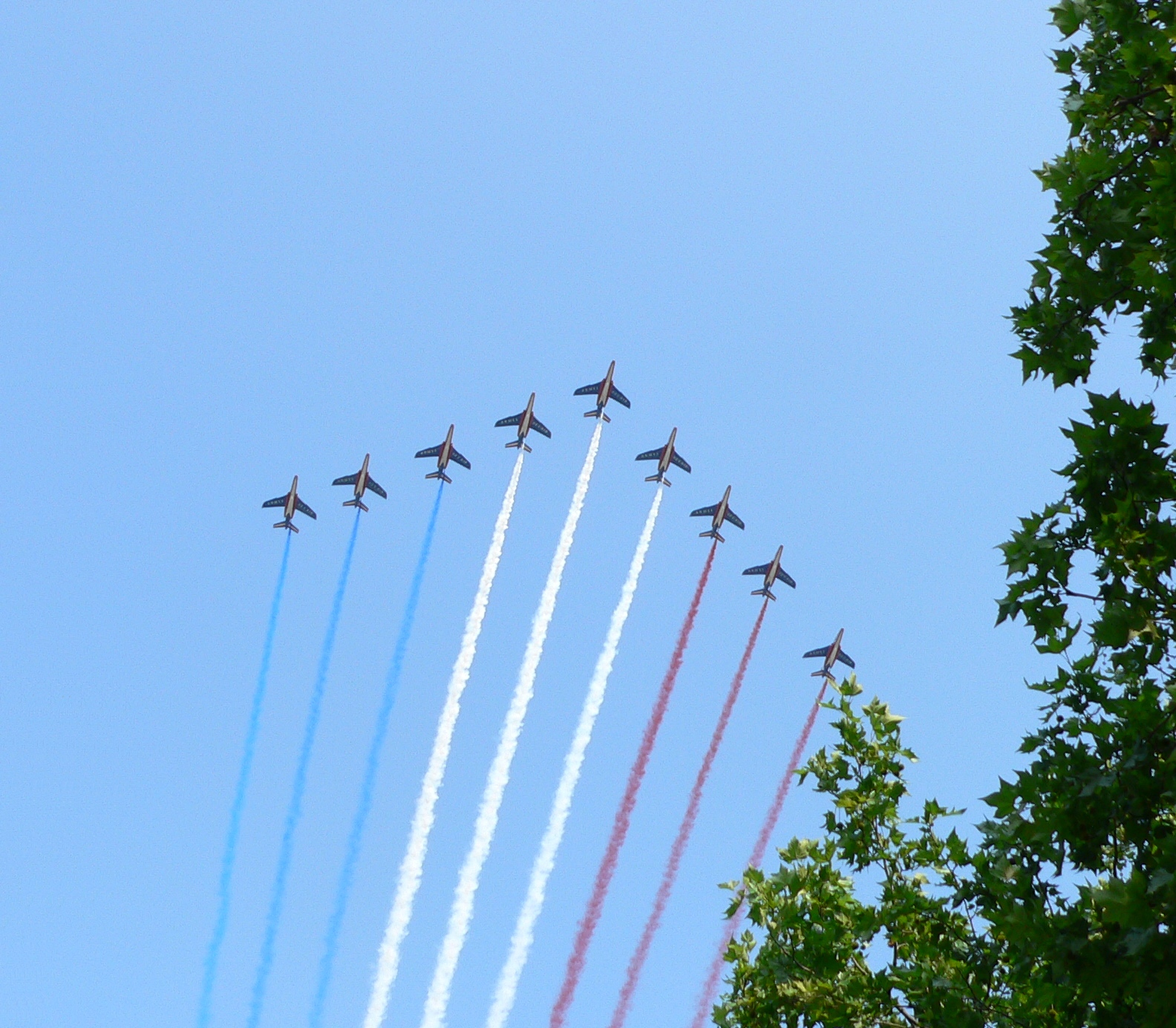
Die Patrouille de France mit neun Alpha Jets über den Champs Élysées

Zu den großen Paraden an Feiertagen in Metropolen wird fast nur noch ein einfacher Überflug ohne Kunstflugsequenzen gezeigt. So z. B. jährlich in London, Paris (siehe Foto), Moskau oder Rom.
Als größte Flugschau Europas gilt die AirPower auf dem Fliegerhorst Hinterstoisser (Steiermark, Österreich).

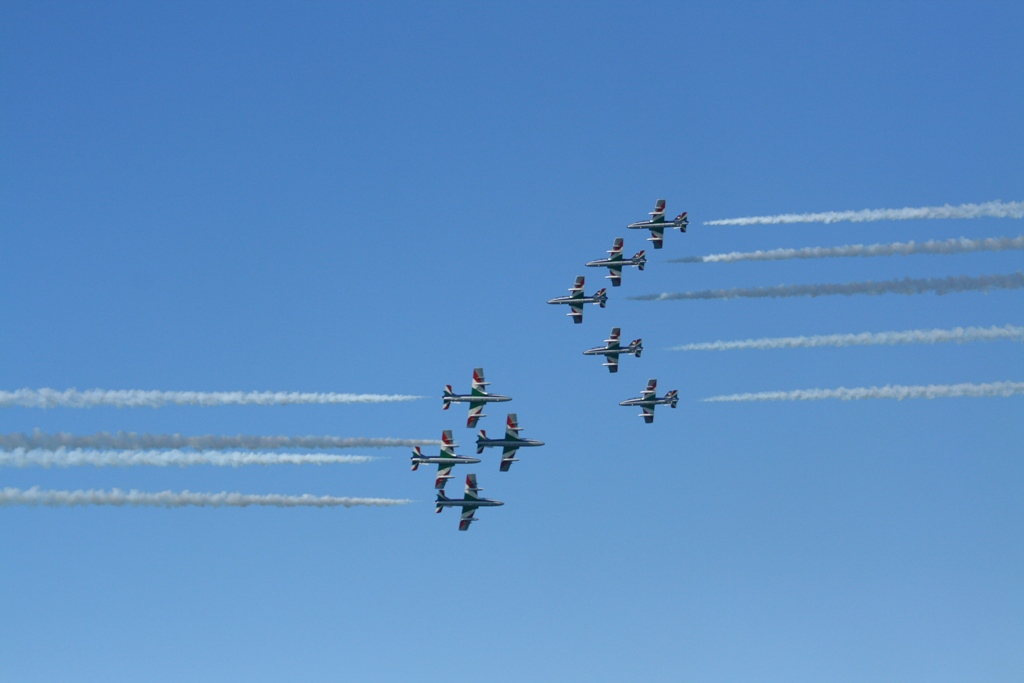
Frecce Tricolori Arizona Crossing
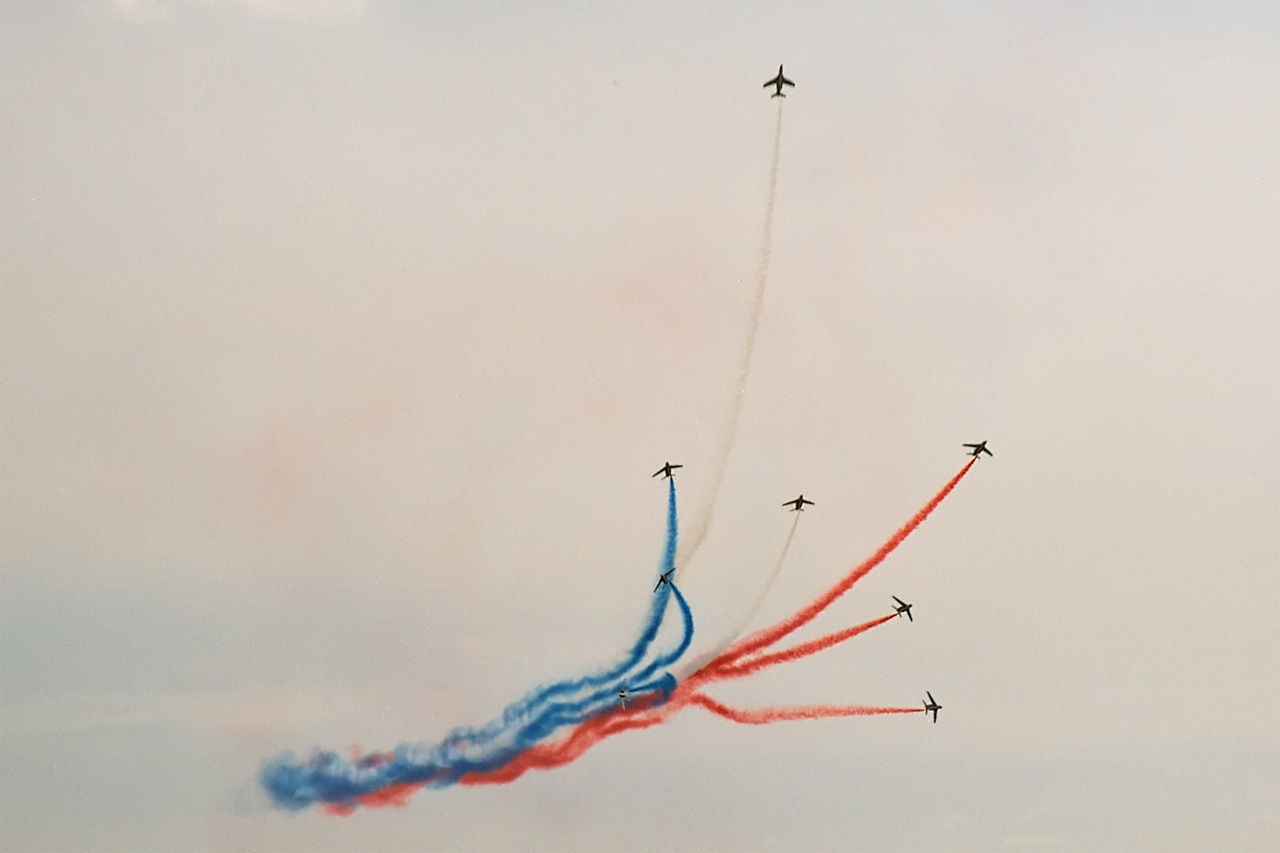
Patrouille de France Finale
Patrouille Suisse in Formation Matterhorn
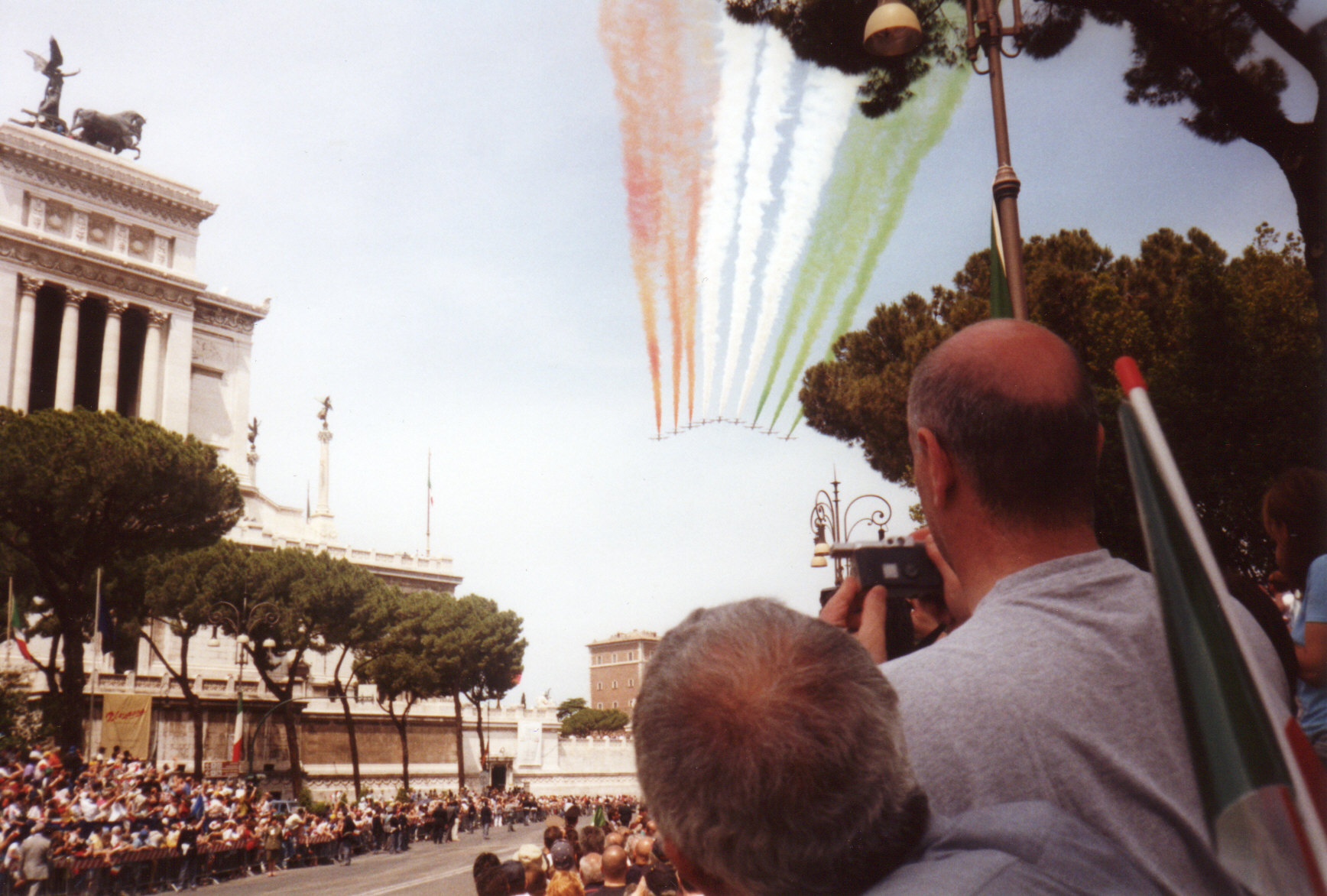
Frecce Tricolori am Himmel über Rom am italienischen Nationalfeiertag

## Showtruppen Europas
Militärische Nationalstaffeln auf Düsenflugzeugen mit regelmäßigen Auftritten:
- die Patrouille Suisse aus der Schweiz, siehe auch: Öffentliche Vorführungen der Schweizer Luftwaffe
- die Red Arrows aus Großbritannien
- die Frecce Tricolori aus Italien (größter Verband weltweit)
- die Patrouille de France aus Frankreich
- die Patrulla Águila aus Spanien
- die Turkish Stars aus der Türkei

## Showeffekte

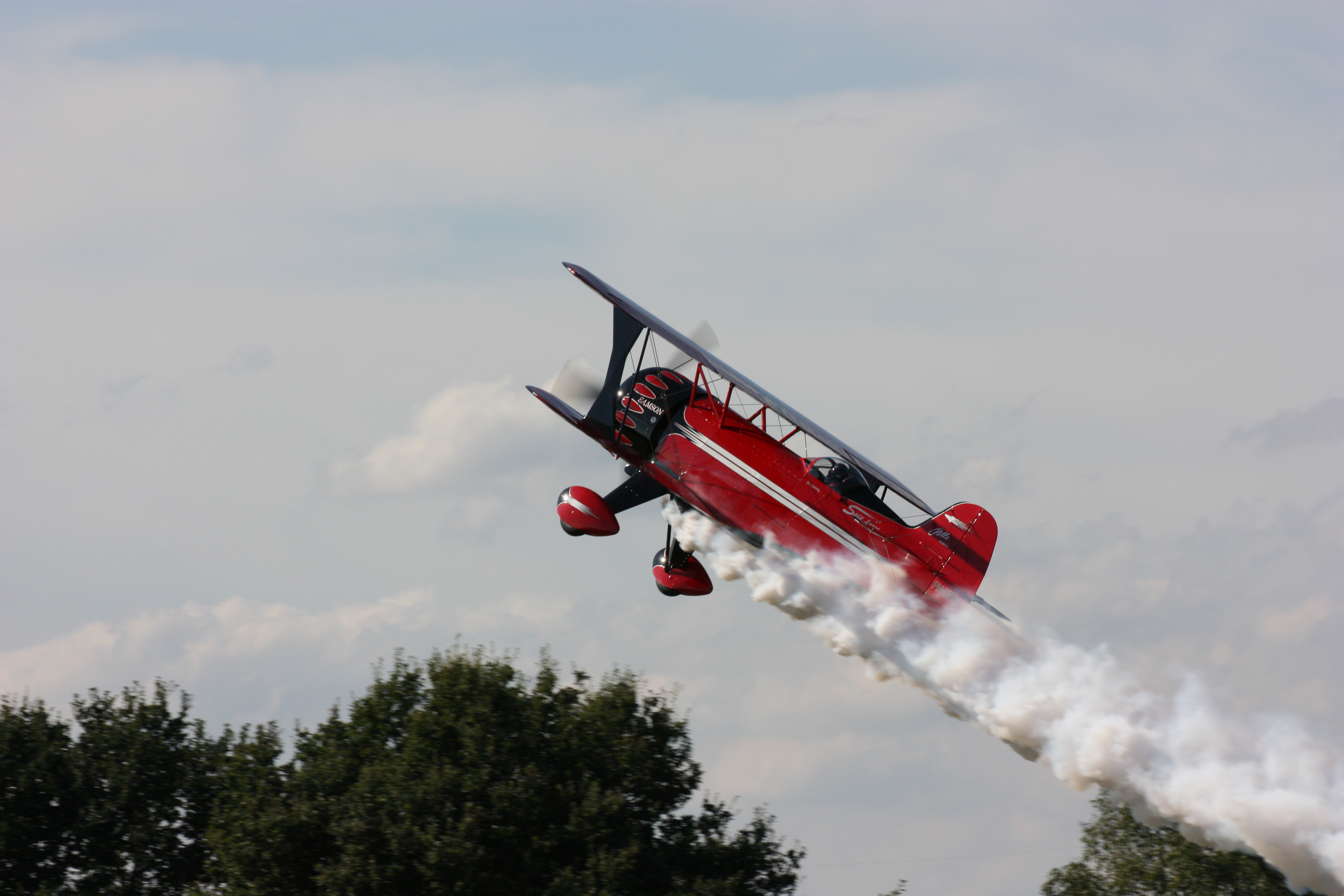
Auch Propellermaschinen setzen Raucheffekte beim Kunstflug in der Flugschau ein

Bei Einzelmaschinen, im Speziellen aber gerade bei Kunstflugstaffeln, werden zur Verstärkung der Flugfiguren Raucheffekte eingesetzt.
Hierfür befindet sich ein spezieller Tank an den Maschinen. Auf Knopfdruck des Piloten wird eine raucherzeugende Flüssigkeit in den heißen Abgasstrahl eingespritzt. Diese verdampft sofort und ist als weißer Rauch hinter der Maschine sichtbar. Es gibt auch Vorrichtungen, die Rauch an den beiden Flügelenden erzeugen. Sie werden z. B. beim Kunstflugmanöver Rolle eingeschaltet.
Die Rauchspur macht die Flugbahn des Luftgerätes sichtbar.
In einer Flugstaffel können sie den Vorteil haben, dass Piloten sich gegenseitig von weitem – bei Begegnungsmanövern – besser und schneller sehen.
Fast alle großen militärischen Kunstflugstaffeln benutzen zusätzlich zum weißen Raucheffekt noch Farbpulver in den Nationalfarben ihrer Länder, das der raucherzeugenden Flüssigkeit hinzugefügt wird. 
Im Durchschnitt sind die Sondertanks an den Maschinen für eine Kapazität von rund fünf Minuten Raucheffekt angelegt. Es kommt gelegentlich vor, dass einzelne Maschinen der Kunstflugstaffeln zum Ende der Vorführung keine Rauchfahne mehr erzeugen können. 

## Bekannte regelmäßige Flugschauen
| Deutschland                        | Schweiz                               | Österreich         | Großbritannien                            | Frankreich             | Russland      | Tschechien                                 |
| ---------------------------------- | ------------------------------------- | ------------------ | ----------------------------------------- | ---------------------- | ------------- | ------------------------------------------ |
| Hamburg Airport Classics           | International Bodensee Airshow        | AirPower (Zeltweg) | Flying Legends (Duxford)                  | Pariser Luftfahrtschau | MAKS (Moskau) | Flugschau während der NATO-Tage in Ostrava |
| Flugschau während der ILA (Berlin) | Internationale Flugtage von Dittingen |                    | Farnborough International Airshow         |                        |               |                                            |
| Aero Friedrichshafen               | Fliegerdemonstration Axalp            |                    | Royal International Air Tattoo (Fairford) |                        |               |                                            |
| Oppenheim in Rheinland-Pfalz       | ZigAirMeet in Mollis                  |                    | Airbourne                                 |                        |               |                                            |

## Flugsicherheit
In den üblichen Luftverkehrsverordnungen werden in der Regel Forderungen an den Luftverkehr gestellt, die Flugschauen aus Gründen der Flugsicherheit unmöglich machen. In Deutschland schreiben §§ 6 und 8 der Luftverkehrs-Ordnung außer bei Start und Landung Sicherheitshöhen vor und verbieten ausdrücklich „Kunstflüge in Höhen von weniger als 450 m sowie über Städten, anderen dichtbesiedelten Gebieten, Menschenansammlungen und Flughäfen“. Jede Flugschau steht daher im Widerspruch zu grundsätzlichen Flugsicherheitsforderungen und bedarf einer Sondergenehmigung der zuständigen Aufsichtsbehörde.

### Sicherheitsauflagen
Bis zum Flugtagunglück von Ramstein 1988 galten weltweit keine besonderen Sicherheitsstandards für Flugtage. Piloten betonten in Interviews immer wieder, wie sicher Kunstflugvorführungen seien.  Nach diesem Unfall wurden
- der Sicherheitsabstand vom Publikum zur Start- und Landebahn auf ein Minimum von 150 m gesetzt,
- der Abstand während der Flugvorführung auf ein Minimum von 250 m gesetzt,
- eine Mindestflughöhe von 30 m im Geradeausflug bei Einzelmaschinen, im Verband auf 100 m festgelegt,
- beschlossen, dass Begegnungsflüge nicht mehr gegen das Publikum ausgeführt werden dürfen,
- das Publikum nur mit einer Mindestflughöhe von 300 m überflogen werden darf.

Diese Sicherheitsstandards können selbstverständlich von Ländern und Veranstaltern individuell erhöht werden. So gelten beispielsweise in Belgien und in Großbritannien bei Flugtagen höhere Standards.

### Sonderstatus Deutschland
In Deutschland gelten seit dem Unfall von Ramstein (siehe auch Unfälle) sehr strenge Vorschriften. So finden Flugschauen in Deutschland nur noch in einem beschränkten Maße statt; insbesondere ohne militärische Kunstflugstaffeln.
Die Internationale Luft- und Raumfahrtausstellung Berlin ist bis zum heutigen Tag die einzige deutsche Veranstaltung, auf der militärische Kunstflugstaffeln auf Düsenflugzeugen seit dem Jahr 2000 mit Sonderauflagen wieder auftreten dürfen. Selbst dort sind besonders spektakuläre und gefährliche Flugmanöver, so auch sämtliche Begegnungsmanöver, untersagt. Zum Hafengeburtstag der Hansestadt Hamburg im Mai 2009 flog zum ersten Mal seit August 1988 wieder eine militärische Kunstflugstaffel – die Patrouille Suisse – außerhalb der ILA Berlin in Deutschland.

## Unfälle
Auf Flugschauen und beim Training für Flugschauen kam es in der Vergangenheit zu zahlreichen teils schweren Unfällen.
Begünstigt wurden sie unter anderem durch enge Abstände zwischen den Fluggeräten, niedrige Flughöhen und hohe Fluggeschwindigkeiten. Nachfolgend einige Beispiele:
- 6. September 1952: Bei der Farnborough International Airshow in Farnborough stürzte der erste Prototyp der De Havilland DH.110 Sea Vixen in die Zuschauermenge, dabei starben inklusive der beiden Piloten insgesamt 31 Menschen. Den Zuschauern sollte ein Überschallknall demonstriert werden. Die rechte Flügelvorderkante hielt den Belastungen nicht stand und riss ab. Dadurch demontierten nacheinander rechter und linker Flügel sowie die beiden Triebwerke. Ein Triebwerk und die Reste der Zelle stürzten in die Zuschauer.[6]
- 3. Juni 1961: Während der Pariser Luftfahrtschau in Le Bourget stürzte eine Convair B-58A der US Air Force (Kennzeichen 59-2451), ein vierstrahliger überschallschneller Langstreckenbomber, bei Kunstflugfiguren aus niedriger Höhe ab. Alle drei Besatzungsmitglieder kamen ums Leben.[7]
- 19. Juni 1962: Beim Training für eine Kunstflugpräsentation kam es zu einem Flugunfall einer Starfighter-Formation der Luftwaffe der Bundeswehr beim Fliegerhorst Nörvenich. Ein Fluglehrer der USAF und drei Piloten der Luftwaffe starben. Die Luftwaffe löste daraufhin alle Kunstflugteams auf. Für den 20. Juni 1962 war anlässlich der Indienststellung des Starfighters beim Jagdbombergeschwader 31 die erste Kunstflugpräsentation der neu zusammengestellten Kunstflugstaffel geplant.[8]
- 15. Juni 1965: Erneut stürzte während der Pariser Luftfahrtschau eine B-58A (59-2443) ab. Der Pilot hatte, um sein Zeitfenster für die Landung einzuhalten, auf einen notwendigen Treibstoffschnellablass verzichtet, eine Überlastlandung versucht und dabei die Landebahn durch zu kurzen Anflug verfehlt. Er starb dabei; die beiden anderen Besatzungsmitglieder überlebten.[9]
- 3. Juli 1973: Bei der Pariser Luftfahrtschau stürzte eine Tu-144S auf den Vorort Goussainville ab. Dabei starben die sechs Menschen an Bord (Besatzung und ein Journalist) sowie acht Menschen am Boden. Als der Pilot versuchte, einen starken Sturzflug abzufangen, wurde die Struktur der Maschine überlastet, und sie brach in geringer Höhe auseinander. Warum die Tu-144 überhaupt in den Sturzflug, für den sie nicht ausgelegt war, überging, ist ungeklärt.
- 22. Mai 1983: Beim Flugtagunglück von Frankfurt stürzte während einer Flugschau auf der Rhein-Main Air Base in Frankfurt am Main ein Starfighter auf die Bundesstraße 43 und traf dort einen voll besetzten Pkw. Die fünfköpfige Pfarrersfamilie starb sofort, eine sechste Insassin wenige Monate später im Krankenhaus.
- 1983: Beim sogenannten Oppositionloop der Patrouille de France kollidierten an der Loopingspitze zwei Alpha Jets der sich begegnenden Teilformationen. Ein Pilot konnte sich mit dem Schleudersitz retten, der andere stürzte mit seiner Maschine ab. Zuschauer am Boden wurden nicht verletzt. Seither fliegt die Patrouille de France dieses Manöver nicht mehr.
- 7. August 1988: Während der Sanicole Air Show in Belgien stürzte eine Mirage 5 der belgischen Luftwaffe ab. Der Solo-Pilot, Commandant Duvivier, katapultierte sich mit dem Schleudersitz aus der Maschine;[10] er wurde aber tödlich verletzt, weil das Manöver in Bodennähe stattfand.
- 28. August 1988: Beim Flugtagunglück von Ramstein auf der Ramstein Air Base kollidierten drei Aermacchi MB-339 der Frecce Tricolori. Ein Flugzeug stürzte in die Zuschauermenge, die beiden anderen auf das Flugfeld. 70 Menschen – einschließlich aller drei Piloten – verloren ihr Leben und über 1000 wurden verletzt. Diese Katastrophe löste sofort und beispiellos eine internationale Debatte über „Sinn und Unsinn“ sowie die Sicherheit von Flugshows aus.
- Oktober 1988: Bei einer Flugshow im texanischen Harlingen verlor der Pilot eines leichten Bombers vom Typ Douglas A-20 (Bj. 1939) die Kontrolle über die Maschine und stürzte nach Überfliegen der Zuschauer ab, wobei er ums Leben kam.
- 3. September 1989: Bei der Canadian International Air Show in Toronto stürzten zwei Canadair Tutor-Maschinen der kanadischen Kunstflugstaffel Snowbirds ab. Ein Pilot kam ums Leben.
- 8. Juni 1989: Durch Vogelschlag fiel das rechte Triebwerk einer MiG-29 bei der Paris Air Show auf dem Flughafen Le Bourget während eines extrem niedrigen und langsamen Vorbeifluges aus. Die Maschine stürzte ab. Der Pilot Anatoly Kwotschur überlebte dank des Schleudersitzes K-36D leicht verletzt. Es gab keine weiteren Verletzten.
- 9. September 1990: Während einer Flugvorführung auf der Salgareda Airshow stürzte Rimantas Stankevičius, einer der für das Buran-Raumgleiter-Programm vorgesehenen Piloten, mit einer Su-27 durch einen zu niedrig geflogenen Looping tödlich ab. Einer der Organisatoren der Airshow starb am Boden.[11]
- 24. Juli 1993: Während eines Paarkunstfluges auf der Royal International Air Tattoo kollidierten zwei MiG-29 in geringer Höhe und stürzten brennend ab. Es gab keine Verletzten, beide Piloten retteten sich mit ihren Schleudersitzen.[12]
- 24. Juni 1994: Beim Trainingsflug für eine Flugschau stürzte auf der Fairchild Air Force Base bei Spokane in den USA ein B-52-Bomber ab. Die Mannschaft kam ums Leben. Hauptartikel: B-52-Absturz auf der Fairchild Air Force Base.
- 14. Juli 1996: Während der Flying Legends Duxford in Duxford stürzte eine Lockheed P-38J abseits der Zuschauer ab und ging in Flammen auf. Der Pilot starb.
- 12. Juni 1999: Eine russische Suchoi Su-30 MKI verunglückte bei der Paris Air Show. Nach einer geflogenen Figur flog der Jet zu tief und streifte das Flugfeld. Daraufhin schossen Flammen aus dem Heck, das Flugzeug bäumte sich auf und stieg senkrecht in die Höhe. Diesen Augenblick nutzten die Piloten, um sich mit ihren K-36D-Schleudersitzen zu retten. Wenig später stürzte das Strahlflugzeug aus einer Höhe von etwa 35 Metern auf den Boden und brannte aus.
- 29. August 1999: Im Rahmen eines Vorführungsflugs auf dem Flugplatz Cham-Janahof geriet eine CriCri in eine unkontrollierte Fluglage und stürzte auf das Flugplatzgelände. Der Pilot kam ums Leben.[13]
- 12. Juni 2000: Bei einer Luftfahrtveranstaltung in Chemnitz-Jahnsdorf startete eine Jakowlew Jak-52 zu einem Kunstflug mit einem Fluggast. Nach einer Rolle in geringer Höhe stürzte die Maschine ab. Der Pilot und ein Fluggast wurden tödlich verletzt.[14]
- 11. August 2001: Bei einem Vorführungsflug während einer Luftfahrtveranstaltung auf dem Flugplatz Michelstadt stürzte eine Fokker Dr.I (US-Nachbau von 1976) nach dem Auflösen eines Formationsfluges mit einem weiteren Doppeldecker im Kurvenflug ab. Der Pilot wurde tödlich verletzt.[15]
- 20. April 2002: Die Triebwerke einer F-4 Phantom II auf der Point Mugu Airshow fielen aus, der Jet stürzte ab. Beide Piloten kamen ums Leben, obwohl einer von ihnen zuvor noch den Schleudersitz gezündet hatte. Dieser war jedoch defekt. Der Fallschirm öffnete sich nicht und der Mann fiel in die Feuerwolke des explodierenden Flugzeuges.
- 27. Juli 2002: Beim Flugtagunglück von Lemberg in der Ukraine raste ein Jagdflugzeug vom Typ Suchoi Su-27 auf Grund eines Pilotenfehlers ins Publikum. 85 Personen wurden getötet und 110 zum Teil schwer verletzt. Die Piloten konnten sich noch rechtzeitig mit ihren Schleudersitzen retten.

Mountain Home Air Force Base 2003: Der Pilot einer F-16 kann sich kurz vor dem Aufschlag mit dem Schleudersitz retten

- 14. September 2003: Während einer Flugschau auf der Mountain Home Air Force Base bei Mountain Home im US-Bundesstaat Idaho schätzte der Pilot eines Jets vom Typ F-16C Fighting Falcon der Kunstflugstaffel USAF Thunderbirds seine Höhe falsch ein und schaffte es nicht, das Flugzeug rechtzeitig aus einem so genannten Split S-Manöver wieder abzufangen. Kurz bevor es aufschlug und explodierte, löste der Pilot den Schleudersitz aus und rettete sich.

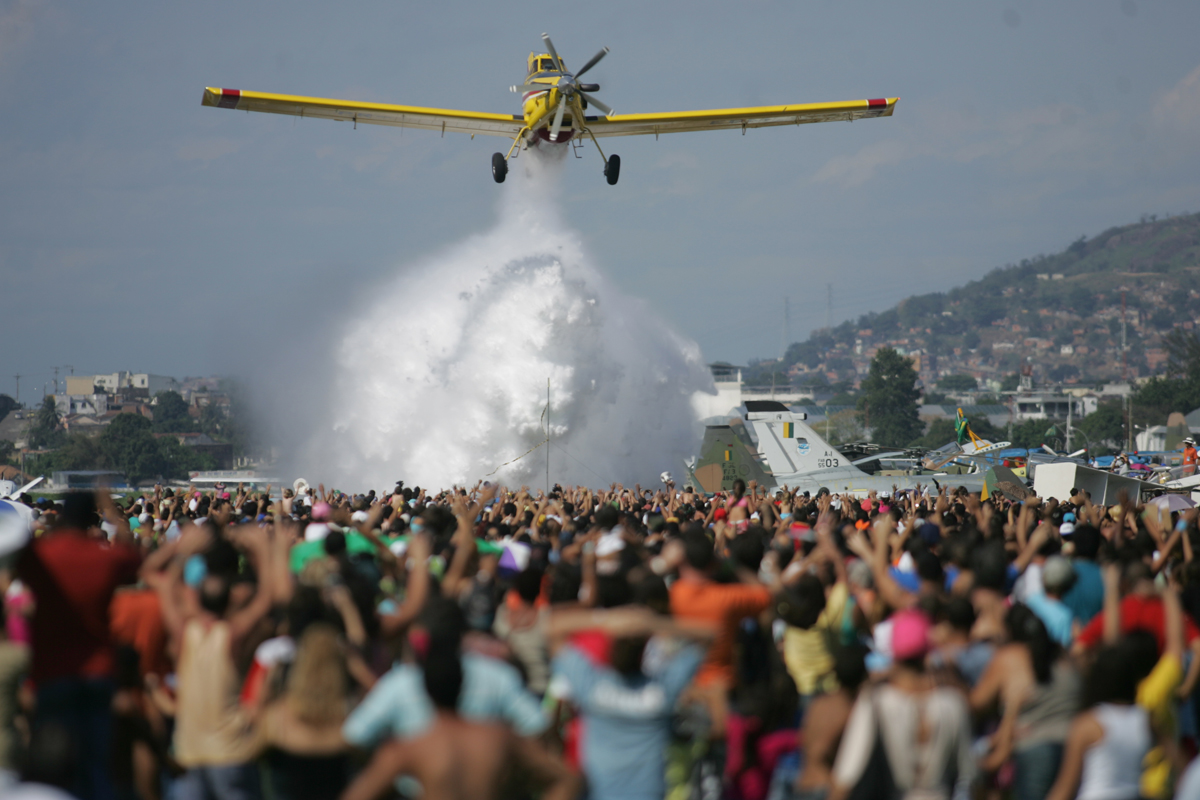
Am 14. Oktober 2006 kam es anlässlich einer Flugschau in Rio de Janeiro bei der Vorführung des Wasserabwurfs durch eine AT-802 zu einer tödlichen und mehreren schweren Verletzungen

- 14. Oktober 2006: Bei der Demonstration einer Feuerbekämpfung mit einer Air Tractor AT-802 trafen bei einer Flugschau in Rio de Janeiro Wassermassen Zuschauer. Ein 9-jähriges Mädchen erlitt tödliche Verletzungen, weitere Zuschauer wurden schwer verletzt.[16]
- 22. April 2007: Eine F/A-18 Hornet der USAF-Kunstflugstaffel Blue Angels stürzte in Beaufort (US-Bundesstaat South Carolina) ab und explodierte. Der Pilot starb; Wrackteile seiner Maschine beschädigten mehrere Häuser. Verletzt wurde dabei niemand.
- 1. September 2007: Auf der Airshow in Radom in Polen kollidierten bei einem Begegnungsflug zwei Propellermaschinen vom Typ Zlín Z-526 der Kunstflugstaffel Zelazny. Die beiden Piloten (Lech Marchlewski und Piotr Banachowicz) starben.
- 26. April 2008: Bei einem Fest auf dem Flugplatz Kindel bei Eisenach kam eine Maschine des Typs Let Z-37 (Kennzeichen D-ESVU) beim Start von der Piste ab, raste durch die Zuschauermenge und kam in einem Zuckerwatte-Verkaufswagen zum Stehen. Eine der zwei Verkäuferinnen und eine 14-jährige Besucherin wurden getötet, weitere Menschen und der Pilot wurden schwer verletzt.
- 1. Juni 2008: Bei einer Militärflugschau in Bracciano berührte ein Hubschrauber vom Typ NH90 nach einem Turn mit Rumpf und Heckausleger den Bracciano-See bei Rom. Dabei überschlug er sich und versank. Zum Zeitpunkt des Unfalls befanden sich Hunderte Zuschauer und viele Tretboote und Kanus auf und an dem Badesee. Zwei der drei Besatzungsmitglieder befreiten sich leicht verletzt aus dem Hubschrauber. Der 44-jährige Pilot Filippo Fornassi starb auf dem Weg in eine Klinik.
- 12. Juli 2009: Bei einem Flugplatzfest auf dem Flugplatz Großostheim-Ringheim (Deutschland/Landkreis Aschaffenburg) verlor ein 45-jähriger Pilot nach einem Looping mit einem Doppeldecker Pitts S-1S[17] immer mehr an Höhe und verfehlte nur knapp eine Gruppe Fahrradfahrer. Auf einer angrenzenden Zufahrtsstraße zum Flughafen rammte das Fahrwerk des Flugzeugs einen Pkw mit drei Insassen, der dadurch auf die Seite kippte. Das Flugzeug blieb wenige Meter weiter auf dem Dach liegen. Alle Beteiligten überlebten diesen Unfall. Die weiteren Vorführungen wurden abgesagt.
- 30. August 2009: Bei einer Airshow im polnischen Radom stürzte eine Suchoi Su-27 der belarussischen Luftstreitkräfte während einer Kunstflugdemonstration in einem Wald außerhalb des Festgeländes ab. Die beiden Piloten kamen ums Leben.[18][19]
- 14. November 2009: Bei einer Flugschau auf der Overberg Air Force Base in Südafrika versagten Hydraulik und Schleudersitz einer English Electric Lightning T.Mk.5. Das Flugzeug stürzte in Sichtweite der Zuschauer ab, der Pilot wurde getötet.[20]
- 5. September 2010: Bei einer Flugveranstaltung auf dem Flugplatz Lauf-Lillinghof in Mittelfranken geriet eine de Havilland Tiger Moth beim Start außer Kontrolle und stürzte in die Zuschauer. Eine 46-jährige Frau wurde getötet, 38 Menschen zum Teil schwer verletzt. Der Pilot blieb unverletzt.[21][22]
- 18. September 2010: Bei den Warngauer Flugtagen kollidierten zwei Kunstflugzeuge. Ein Pilot starb, der andere konnte sein beschädigtes Flugzeug notlanden.[23]
- 20. August 2011: Bei einer Flugshow im englischen Bournemouth stürzte ein Jet BAE Hawk T.1A der britischen Red Arrows ab. Der Pilot kam ums Leben[24]
- 16. September 2011: Beim Reno Air Race 2011 wurden der Pilot einer North American P-51 und zehn Zuschauer getötet sowie weitere Menschen zum Teil schwer verletzt, als die Maschine während des Unlimited-Wettbewerbs in unmittelbarer Nähe der Hauptzuschauertribüne abstürzte.
- 28. April 2012: Bei einer Flugshow auf dem thüringischen Flugplatz Arnstadt-Alkersleben stürzte eine Zlín Z-226, die in einer Viererformation der Kunstflugstaffel Aero aus Gera flog, ab.[25] Der Pilot erlag seinen Verletzungen.
- 6. Mai 2013: Auf einer Flugshow auf dem Flugplatz Flughafen Madrid-Cuatro Vientos stürzte eine Hispano Aviación HA-200 ab. Der Pilot starb.[26]
- 1. Juni 2014: Während der Stevens Point Air Show auf dem Stevens Point Municipal Airport in Wisconsin stürzte ein erfahrener 47-jähriger Delta-Air-Lines- und ehemaliger F-16-Pilot der U.S. Air Force mit einer Jak-55M Baujahr 1993 ab. Die Maschine wurde sehr spät aus einer Rückentrudellage abgefangen und streifte Bäume. Der Pilot kam ums Leben.[27]
- 21. September 2014: Während der „Fly Venice 2014“ auf dem Flugplatz Venedig-Lido stürzte der 57-jährige professionelle Kunstflugpilot Francesco Fornabaio mit einer Extra 300 ab. Die Maschine stürzte während der Vorführung senkrecht ins freie Feld. Der Pilot kam ums Leben.[28]
- 31. Mai 2015: Zwei Flugzeuge einer Kunstflugstaffel stießen bei einer Flugschau im italienischen Badeort Alba Adriatica zusammen. Der Pilot eines Flugzeuges schaffte die Notlandung auf dem Meer. Das andere Flugzeug verlor eine Tragfläche, versank samt Piloten im 4 m tiefen Meer, wurde lokalisiert und mit Hebeballons gehoben, doch der Pilot starb.[29]
- 22. August 2015: Bei der Shoreham Airshow im Süden Englands stürzte nach einem Looping ein historischer Jagdbomber vom Typ Hawker Hunter auf die Schnellstraße A27. 11 Menschen starben, mindestens 14 Menschen wurden verletzt. Der Pilot überlebte schwer verletzt.[30][31][32]
- 12. November 2022: Bei der „Wings Over Dallas Airshow 2022“ kollidierte eine Bell P-63 mit einer Boeing B-17G „Texas Raiders“ in geringer Höhe direkt über der Start- und Landebahn des Dallas Executive Airport.[33] Beide Flugzeuge zerlegten sich durch die Kollision noch in der Luft, die brennenden Trümmer stürzten auf dem Flughafengelände ab. Alle an Bord der beiden Maschinen befindlichen sechs Personen kamen ums Leben.